# Assis Chateaubriand
Francisco de Assis Chateaubriand Bandeira de Mello, mais conhecido como Assis Chateaubriand ou Chatô (Umbuzeiro, 4 de outubro de 1892 – São Paulo, 4 de abril de 1968), foi um jornalista, escritor, advogado, professor de direito, empresário, mecenas e político brasileiro. Destacou-se como um dos homens públicos mais influentes do Brasil entre as décadas de 1940 e 1960. Era membro da Academia Brasileira de Letras.
Chateaubriand foi um magnata das comunicações no Brasil entre o final dos anos 1930 e início dos anos 1960, dono dos Diários Associados, que foi o maior conglomerado de mídia da América Latina, que em seu auge contou com mais de cem jornais, emissoras de rádio e TV, revistas e agência telegráfica. Também é conhecido como o cocriador e fundador, em 1947, do Museu de Arte de São Paulo (MASP), junto com Pietro Maria Bardi, e ainda como o responsável pela chegada da televisão ao Brasil, inaugurando em 1950 a primeira emissora de TV do país, a TV Tupi. Foi Senador da República entre 1952 e 1957.
Figura polêmica e controversa, odiado e temido, Chateaubriand já foi chamado de Cidadão Kane brasileiro, e acusado de falta de ética por chantagear empresas que não anunciavam em seus veículos e por insultar empresários com mentiras, como o industrial Francisco Matarazzo Jr. Seu império teria sido construído com base em interesses e compromissos políticos, incluindo uma proximidade tumultuada porém rentosa com o Presidente Getúlio Vargas.

## Biografia

### Família
Filho de Francisco José Bandeira de Melo e de Maria Carmem Guedes Gondim, foi batizado Francisco de Assis por ter nascido no dia dedicado ao santo, de quem a mãe era devota. O nome "Chateaubriand" tem origem na admiração do pai pelo poeta e pensador francês François-René de Chateaubriand, a ponto de comprar uma escola em meados do século XIX, na região de São João do Cariri, dando-lhe o nome do pensador francês. Logo, Francisco José passou a ser conhecido na região como "seu José do Chateaubriand", que, por corruptela, derivou para "José Chateaubriand". O nome ficou tão vinculado a Francisco José que ele batizou seus filhos com o sobrenome francês.
Chateaubriand casou-se uma vez apenas, com Maria Henriqueta Barroso do Amaral, filha do juiz Zózimo Barroso do Amaral (não confundir com o jornalista homônimo Zózimo Barroso do Amaral) com quem teve Fernando. Além dele teve dois filhos: Gilberto e Teresa. Em 1934, aos 41 anos, desquitou-se e uniu-se a uma jovem de nome Corita de apenas 14 anos, com quem teve Teresa. Chatô sequestrou a própria filha, assumindo a paternidade e, com o apoio de Getúlio Vargas, obteve o pátrio poder.
As relações de Chatô, especialmente com os filhos, são conturbadas e repletas de grandes conflitos e separações radicais.

### Carreira
Nasceu na Paraíba e formou-se pela Faculdade de Direito do Recife. A estreia no jornalismo aconteceu aos quinze anos, na Gazeta do Norte, escrevendo para o Jornal Pequeno e para o veterano Diario de Pernambuco. Neste, enfrentou uma situação inusitada: teve que dormir na redação do jornal, chegando a pegar em armas, para se defender da multidão que se empoleirava à frente do jornal em protesto contra a vitória do candidato Francisco de Assis Rosa e Silva (proprietário do jornal). Em 1917, já no Rio de Janeiro, colaborou para o Correio da Manhã, em cujas páginas publicaria impressões da viagem à Europa que realizou em 1920. Nessa mesma época, foi correspondente do La Nacion, de Buenos Aires.
Em 1924, assumiu a direção d'O Jornal – denominado "órgão líder dos Diários Associados" – e, no mesmo ano, consegue comprá-lo graças a recursos financeiros fornecidos por alguns "barões do café" liderados por Carlos Leôncio de Magalhães (Nhonhô Magalhães), e por Percival Farquhar, de quem Chateaubriand, alegadamente, teria recebido como honorários advocatícios. Substituiu artigos monótonos por reportagens instigantes e deu certo. A partir de então, começou a constituir um império jornalístico, ao qual foi agregando importantes jornais, como o Diário de Pernambuco, o jornal diário mais antigo da América Latina, e o Jornal do Commercio, o mais antigo do Rio de Janeiro. No ano seguinte, Chatô arrebatou o Diário da Noite, de São Paulo. À altura, já possuía os jornais líderes de mercado das principais capitais brasileiras. Com essa influência, mandou um capanga seu ir atirar nas genitálias de um empresário que tinha vendido títulos de suas dívidas como forma de intimidação. 
A ascensão do império jornalístico de Assis Chateaubriand deve ser entendida no quadro das transformações políticas do Brasil durante as décadas de 1920 e 1930, quando o consenso político oligárquico e fechado da República Velha, centrado em torno da elite agrária de São Paulo, começou a ser contestado por elites burguesas emergentes da periferia do país; não é uma coincidência que Chateaubriand tenha apoiado e participado, como soldado, do movimento revolucionário de 1930, que levou Getúlio Vargas ao poder, assim como, durante toda sua vida, tenha fanfarroneado a condição de provinciano que chegou ao centro do poder como uma espécie de bucaneiro político. A ética quase nunca constava da estratégia empresarial: chantageava as empresas que não anunciassem em seus veículos, publicava poesias dos maiores anunciantes nos diários e mentia descaradamente para agredir os inimigos. Farto de ver o nome na lista de insultos, o industrial Francisco Matarazzo ameaçou "resolver a questão à moda napolitana: pé no peito e navalha na garganta". Chateaubriand devolveu: "Responderei com métodos paraibanos, usando a peixeira para cortar mais embaixo". Foi também inimigo declarado de Rui Barbosa e de Rubem Braga. Apesar disso, Chatô teve relações cordiais (e sempre movidas a interesses econômicos) com muitas pessoas influentes: Francisco Matarazzo, Rodrigues Alves, Alexander Mackenzie (presidente do poderoso truste canadense de utilidades públicas São Paulo Tramway, Light and Power Company), o empresário americano Percival Farquhar e Getúlio Vargas.
Em 1938, foi condecorado pelo Governo do Chile com a Comenda da "Ordem do Mérito".
Durante o Estado Novo, consegue de Getúlio Vargas a promulgação de um decreto que lhe dá direito à guarda de uma filha, após a separação da mulher. Nesse episódio, profere uma frase célebre: "Se a lei é contra mim, vamos ter que mudar a lei". Em 1952, é eleito senador pela Paraíba e, em 1955, pelo Maranhão, em duas eleições escandalosamente fraudulentas.
Caracterizou-se, muito embora fosse um representante típico da burguesia nacional emergente da época, pelas posturas pró-capital estrangeiro e pró-imperialismo, primeiro o britânico, depois o americano: além de muito ligado aos interesses da City londrina (a escandalosa embaixada na Inglaterra, na década de 1950, foi a realização de um velho sonho pessoal), conta a anedota que ele teria uma vez dito que o Brasil, perante os EUA, estava na condição de uma "mulata sestrosa" que tinha de aceder às vontades do seu gigolô. Era temido pelas campanhas jornalísticas que movia, como a em defesa do capital estrangeiro e contra a criação da Petrobrás.
Chateaubriand sempre buscou adquirir novas tecnologias para os Diários Associados. Foi assim com a máquina Multicolor, a mais moderna máquina rotativa da época, sendo o grupo de Chateaubriand o primeiro e único a possuir uma por longo tempo, na América Latina; foi assim também com os serviços fotográficos da Wide World Photo, que possibilitava a transmissão de fotos do exterior com uma rapidez muito maior do que possuía qualquer outro veículo nacional. O mesmo se deu com a publicidade: grandes contratos de exclusividade para lançamento de produtos com a General Electric e para o pó achocolatado Toddy, cujos anúncios estavam sempre nas páginas dos jornais e revistas. A orientação publicitária de Chateaubriand para seus veículos começou a funcionar tão bem que os jornais dos Diários Associados passaram a anunciar os mais diversos produtos e serviços, desde modess a cheques bancários, algo tido como inédito na década de 1930, no Brasil.
Publicou mais de 11 870 artigos assinados nos jornais, dando oportunidades a escritores e artistas desconhecidos que depois virariam grandes nomes da literatura, do jornalismo e da pintura, como: Graça Aranha, Millôr Fernandes, Anita Malfatti, Di Cavalcanti, Cândido Portinari e outros.
Presidiu, entre 1941 e 1943, a Federação Nacional da Imprensa (FENAI - FAIBRA).
Com o tempo, Chateaubriand foi dando menos importância aos jornais e focando em novas empreitadas, como o rádio e a televisão. Pioneiro na transmissão de televisão brasileira, cria a TV Tupi, em 1950. Na década de 1960, os jornais atolavam-se em dívidas e trocavam as grandes reportagens por matérias pagas. Dois dos veículos de comunicação lançados no início da década de 1960 por Assis Chateaubriand, o jornal Correio Braziliense e a TV Brasília, foram fundados em 21 de abril, no mesmo dia da fundação de Brasília.
Trabalha até o final da vida, mesmo depois de uma trombose ocorrida em 1960, que o deixa paralisado e capaz de comunicar-se apenas por balbucios e por uma máquina de escrever adaptada. Em 1968, morria Chateaubriand, velado ao lado de duas pinturas dos grandes mestres: um cardeal de Ticiano e um nu de Renoir, simbolizando, segundo o protegido Pietro Maria Bardi, organizador do acervo do MASP (casado com Lina arquiteta do edifício), as três coisas que mais amou na vida: O poder, a arte e a mulher pelada. Morreu também com o império se esfacelando e com o surgimento do reinado de Roberto Marinho.
Foi um dos homens mais influentes do Brasil nas décadas de 1940 e de 1950 em vários campos da sociedade brasileira. Assis Chateaubriand criou e dirigiu a maior cadeia de imprensa do país, os Diários Associados: 34 jornais, 36 emissoras de rádio, 18 estações de televisão, uma agência de notícias, uma revista semanal (O Cruzeiro), uma mensal (A Cigarra), várias revistas infantis (iniciada com a publicação da revista em quadrinhos O Guri em 1940), e a editora O Cruzeiro.
A 23 de abril de 1960, foi agraciado com o grau de Grã-Cruz da Ordem Militar de Cristo, de Portugal.

Francisco de Assis Chateaubriand Bandeira de Mello tomando posse na ABL. Arquivo Nacional.

### Projetos culturais
Já em 1927 Assis Chateaubriand idealizava uma casa de pintura e escultura “para formar o interesse de nossa gente pelas artes plásticas”, segundo o próprio jornalista. Para tanto, iniciou naquele ano a coleta de itens de arte, apoiado por Frederico Barata e Eliseu Visconti, em cujo ateliê da Av. Mem de Sá, no Rio de Janeiro, eram armazenadas as primeiras peças que iriam compor o acervo do futuro museu. Além de outras doações, Assis Chateaubriand receberia do próprio Visconti quatro telas de sua autoria, além do apoio e ajuda para o empreendimento, o que o levou a incluir o artista, junto com Frederico Barata, na linha dos projetistas do futuro museu.
Em 1941, promoveu a Campanha nacional da aviação, com o lema "Deem asas ao Brasil", na qual foi criada a maioria dos atuais aeroclubes pelo interior do Brasil, juntamente com Joaquim Pedro Salgado Filho, então Ministro da Guerra do governo Vargas.
Funda o Museu de Arte de São Paulo (MASP) em 1947, com uma coleção particular de pinturas de grandes mestres europeus que ele adquiriu a preços de ocasião na Europa empobrecida do pós-Segunda Guerra Mundial (em aquisições por vezes financiadas à base de chantagem de empresários brasileiros), coleção esta que o presidente Juscelino Kubitschek havia tido o bom senso de, durante seu governo, colocar sob a gestão de uma fundação, em troca de auxílio governamental ao pagamento de parte da astronômica dívida do Condomínio Associado.
Com o suicídio de Getúlio Vargas, assume a cadeira 37 da Academia Brasileira de Letras.
Em 10 de agosto de 1967, Assis Chateaubriand entregou ao reitor da Fundação Universidade Regional do Nordeste (hoje Universidade Estadual da Paraíba – UEPB), Edvaldo de Souza do Ó, o primeiro acervo do Museu Regional de Campina Grande, Paraíba. O acervo foi chamado de "Coleção Assis Chateaubriand", com cento e vinte peças. A partir de então, o museu passou a ser chamado de "Museu de Artes Assis Chateaubriand".

### Morte
Em fevereiro de 1960, Assis Chateaubriand foi acometido de uma trombose. Morreu em 4 de abril de 1968, em São Paulo, depois da pertinaz doença, a que ele resistiu por longos anos, continuando, mesmo paraplégico e impossibilitado de falar, a escrever seus artigos. Foi velado ao lado de duas pinturas dos grandes mestres: um cardeal de Ticiano e um nu de Renoir, simbolizando, segundo seu protegido, o arquiteto italiano e organizador do acervo do MASP Pietro Maria Bardi, as três coisas que mais amou na vida: O poder, a arte e a mulher pelada. Seu cortejo fúnebre reuniu mais de 60 mil pessoas pelas ruas de São Paulo. Está sepultado no Cemitério do Araçá.

## Município de Assis Chateaubriand
No dia 20 de agosto de 1966 o jornalista pousava numa pista de terra vermelha no então município de Toledo, Paraná. O povoado que até então era conhecido como Tupãssi ou Campo dos Baianos seria elevado à condição de Município com o nome de Assis Chateabriand. O jornalista, debilitado por uma trombose, foi conduzido em sua cadeira de rodas até a Praça São Francisco de Assis onde uma grande barraca e um palanque estavam armados. Um grande churrasco fora organizado e o evento contou com a presença do governador Paulo Pimentel. O ator Lima Duarte foi o mestre de cerimônias e leu o discurso escrito por Assis Chateaubriand, que já não conseguia mais falar. Segundo Rudy Alvarez, primeiro prefeito do município, o então titular da Chefatura de Polícia do Estado do Paraná (equivalente à atual Secretaria de Estado da Segurança Pública) e futuro governador Ney Braga pretendia cancelar todos os títulos de terra concedidos pelo antigo governador Moisés Lupion após severas alegações de tomada e revenda de terra por grupos armados ligados ao antigo governador e à Colonizadora Norte do Paraná, chefiada por Oscar Martinez (pai do futuro Deputado Federal e aliado de Fernando Collor, José Carlos Martinez). Alvarez conta que o lobista e jornalista paranaense David Nasser, empregado por Assis Chateaubriand e aliado aos políticos locais, foi responsável por articular a emancipação do município e a simultânea homenagem ao seu chefe. O município atingiu a marca de 130 mil habitantes no final dos anos 60, mas em 2019 esse número havia reduzido para 33 362.

## Representações na cultura

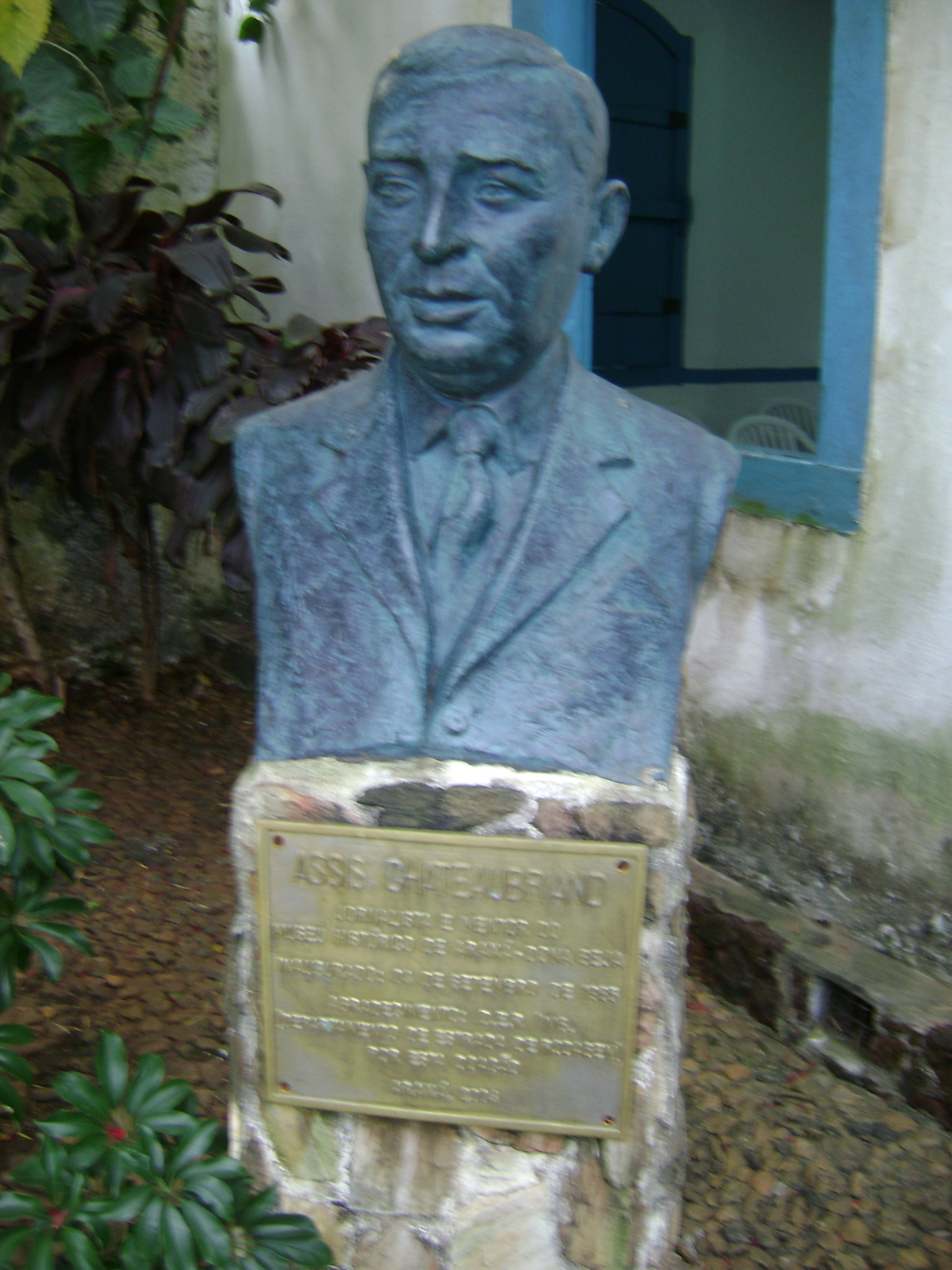
Estátua de Assis Chateaubriand em Araxá.

Assis Chateaubriand já foi retratado como personagem no cinema e na televisão, interpretado por Luiz Ramalho no filme "Chateaubriand, Cabeça de Paraíba" (2000) e por Antonio Calloni em trecho da minissérie "Um Só Coração" (2004).

### Filmes
Chatô, o Rei do Brasil
Guilherme Fontes adquiriu os direitos de adaptação para o cinema do livro Chatô, o Rei do Brasil, de Fernando Morais. O projeto começou a ser produzido em 1995, foi interrompido em 1999. O filme Chatô, o Rei do Brasil, lançado em 2015, tem Marco Ricca no papel de Chateaubriand. Em 2006, Fontes foi condenado pelo Tribunal de Contas da União (TCU) a devolver 15 milhões de reais pela não-entrega da série de 36 documentários 500 Anos de História do Brasil. O tribunal julgou irregulares as contas da Guilherme Fontes Filmes Ltda. Embora treze episódios tenham sido produzidos e até mesmo exibidos no canal a cabo GNT, a série, um subproduto do projeto Chatô, não havia sido concluída.
Chateaubriand – Cabeça de Paraíba
Marcos Manhães Marins escreveu, dirigiu e concluiu o filme Chateaubriand – Cabeça de Paraíba, em 2000, tendo sido selecionado para quinze festivais e mostras no Brasil e no exterior, sendo uma na Bélgica e outra na França. Foi exibido na TVE e na TV Cultura, na TV Senado, Canal Brasil, TV O Norte na Paraíba, entre outras.

### Enredos de escola de samba
No carnaval de 1999, o Acadêmicos do Grande Rio homenageou com o enredo Ei, ei, ei, Chateau é o nosso rei! obtendo o 6.º lugar entre as escolas de samba do Grupo Especial do Rio de Janeiro. A Inocentes de Belford Roxo também homenageou com o enredo Chatô – a fanfarra do homem sério mais engraçado do Brasil, terminando em 2.º lugar entre as escolas de samba do Grupo de Acesso B, quase perto de subir para o Grupo de Acesso A.

### Teatro
Chatô e os Diários Associados - 100 Anos de Paixão
Em 27 de março de 2025, Chatô e os Diários Associados - 100 Anos de Paixão, peça de teatro musical escrita por Fernando Morais e Eduardo Bakr, estreou no no Teatro João Caetano (Rio de Janeiro) para depois seguir turnê por Belo Horizonte, Brasília e São Paulo. A peça tem a Direção de Tadeu Aguiar e nomes importantes da cena teatral brasileira como Stepan Nercessian, Cláudio Lins, Sylvia Massari, Patrícia França fazem parte do seu elenco; contando ainda com Coregrafias de Carlinhos de Jesus, Direção Musical de Thalyson Rodrigues e Supervisão Musical de Guto Graça Mello. O espetáculo trata da vida de Assis Chateaubriand sob o viés da sua importância para comunicação, fazendo um recorte de 100 anos da história do Brasil, revivendo personagens, músicas e resgatando memórias que aquecem o coração do espectador e que se misturam com a história da cultura, da imprensa e da democracia do nosso país através de um espetáculo original e brasileiro.

## Academia Brasileira de Letras
Foi o quarto ocupante da cadeira 37, eleito em 30 de dezembro de 1954, na sucessão de Getúlio Vargas, recebido pelo acadêmico Aníbal Freire da Fonseca em 27 de agosto de 1955.